# Arkham Asylum: A Serious House on Serious Earth
Arkham Asylum: A Serious House on Serious Earth (en español: Asilo Arkham: Una casa seria en una tierra seria; publicada con este título por la Norma Editorial, y a menudo abreviado como Batman: Arkham Asylum) es una novela gráfica de Batman escrita por Grant Morrison e ilustrada por Dave McKean. La historia sigue al justiciero Batman, quien es llamado a sofocar un disturbio desesperante que tiene lugar en el infame Asilo Arkham, un hospital psiquiátrico que alberga a los supervillanos más peligrosos de Ciudad Gótica. En el interior, Batman se enfrenta a muchos de sus eternos villanos, como el Guasón, Dos Caras y Cocodrilo Asesino. A medida que Batman se adentra en la historia, descubre el origen del manicomio, la historia de su fundador, Amadeus Arkham, y el misterio sobrenatural y psicológico que acecha la mansión.
Tras su lanzamiento, la novela gráfica cosechó un gran éxito comercial y de crítica, y es considerada por muchos como una de las mejores historias de Batman de todos los tiempos y una de las mejores obras de la carrera de Grant Morrison. La narrativa de Morrison y el estilo artístico de Dave McKean fueron descritos como una versión más madura, única, psicológicamente impulsada y orientada al terror del mito de Batman y su distinción respecto a otras obras convencionales de superhéroes. La novela gráfica se convertiría posteriormente en la historia definitiva de Arkham Asylum, una parte crucial de la mitología de Batman. El aclamado videojuego Batman: Arkham Asylum, de título similar y el primer juego de la serie Batman: Arkham, se vio parcialmente influenciado por la novela gráfica.

## Sinopsis
El 1 de abril (el Día de los Santos Inocentes estadounidense), los pacientes del manicomio llamado Asilo Arkham se hacen con el control del mismo, y comandados por el Joker toman rehenes, amenazando con matarlos si Batman no permanece una noche entre ellos. Batman acepta, aunque con desconfianza, y se introduce en ese reino de locura. A partir de entonces deberá afrontar una terrorífica incursión por la institución, la historia de la creación de la misma y de su fundador, Amadeus Arkham, y por sus propios demonios; comenzando a cuestionarse si él realmente está cuerdo o es tan inestable psicológicamente como el resto de los internos.

Batman no tiene miedo. Pero yo sí lo tengo... Tengo miedo... de que cuando las puertas de Arkham se cierren sobre mí... sea como estar en casa.
Batman

## Autores
El equipo creativo encargado de esta obra fue compuesto por el escritor escocés Grant Morrison, reconocido como el "replanteador" de la Liga de la Justicia en su encarnación de los años '90), y el artista y dibujante británico Dave McKean, famoso también gracias a su trabajo como portadista de la exitosa obra de Neil Gaiman, The Sandman.

## Temas
El arte de la novela presenta fuertes escenas de violencia que tienden a reforzar el oscuro ambiente, al igual que algunos dibujos de McKean (como su versión del Joker cercana a lo satánico), desplegados con una exquisita concepción artística y realizados con un estilo que recuerda al expresionismo. Utilizando una mezcla de collage, fotografía y dibujo, McKean logra una atmósfera en la que abundan los tópicos del gótico (zonas amenazantes, niebla, criaturas monstruosas, oscuridad, etc).
El guion de Morrison, por otra parte, abunda en un denso simbolismo lleno de profundas alusiones ocultistas y referencias directas al psicoanálisis, además de mencionar a personalidades de ambos mundos, como Aleister Crowley y Carl Jung. También llena a los diálogos con frases provocativas y sugerentes que, en palabras del propio Morrison, buscan introducirse lo más posible en ese universo de locura, muerte y largos pasillos que es Arkham. El resultado es una obra evocadora de miedos subconscientes, extremadamente oscura y claustrofóbica, con un Batman muy distinto a las concepciones de Frank Miller, Jim Starlin u otros guionistas considerados importantes dentro de las historias del héroe.
En la obra, Batman aparece más bien despojado de heroicidad, constantemente dubitativo con respecto a sí mismo y con una personalidad en los límites de la cordura. En cambio, el Joker es descrito por su psiquiatra en la historia como alguien que no tiene una verdadera personalidad, sino que va mutando camaleónicamente de acuerdo a lo que percibe a su alrededor. Es decir, se va recreando constantemente para ser el personaje principal en un gran teatro del absurdo, que es como él ve al mundo.
Finalmente, se sugiere que todo lo que ocurre en el interior del asilo no es más que una proyección mental del mismo Batman:

... A veces creo que el asilo es una cabeza. Estamos dentro de una gran cabeza y existimos porque alguien nos sueña. Quizás sea tu cabeza, Batman. Arkham es un espejo. Nosotros somos tú.
El Sombrerero Loco